# Kvintesence
Kvintesence (z lat. quinta essentia, pátá jsoucnost) je  pojem, který vychází z Aristotelovy přírodní filosofie. Ke čtyřem živlům sublunárního světa (ohni, vodě, zemi a vzduchu) je připojen živel pátý, nebeský, zvaný též éter.
Myšlenka pochází od Platóna, z jeho dialogu Timaios, kde spojil poznatky geometrie s živly a atomismem. V jeho době vznikl nový poznatek, že existuje pouze pět pravidelných mnohostěnů, které lze vepsat do koule, které se dnes nazývají platónská tělesa. Platón měl představu, že různé elementy (živly) jsou tvořeny různými atomy tvarů těchto pravidelných mnohostěnů a jejich různé vlastnosti odvozoval od jejich odlišných tvarů. Pátým tvarem byl pravidelný dvanáctistěn, který má nejblíže kouli a který Platón přisoudil Zeměkouli, resp. celku, vesmíru.
Aristotelés ve své koncepci vycházel z vlastní nauky o pohybu: vedle lineárního pohybu pozemských látek, ovládaných zákony vznikání a zanikání a neustále se v sebe vzájemně proměňujících, postuloval stálý kruhový pohyb nebeských těles, jejichž sféra musí být podle něj dočista jiné podstaty – božské.
Tento světový éter (řecky aithér), později zvaný též spiritus (duch) nebo pneuma, byl imateriálním substrátem pravidelného pohybu hvězd, který se přenáší až do sféry pozemské. Pseudoaristotelský spis „O kosmu“ z 1. století našeho letopočtu tvrdí, že onen jemný éter má látkovou povahu a je to božská, tvůrčí a pohybující síla.
V současné kosmologii se pojem kvintesence používá pro jednu z interpretací tzv. hypotetické temné energie, způsobující zrychlené rozpínání vesmíru. 